# 벨리즈 달러
벨리즈 달러(ISO 4217 부호:BZD)는 1885년부터 통용되고 있는 벨리즈의 통화이다.

## 역사
벨리즈에서 최초로 쓰인 통화는 스페인 달러였다. 이들 통화는 1765~1825년까지 약 6실링(Shilling) 8펜스(pence)정도의 가치를 지니면서 통용되었다. 1825년에는 식민 치하의 벨리즈에 영국의 주화가 도입되었다.
과테말라 페소가 영국 주화와 함께 통용되었으며 1 페소는 4실링 2펜스의 가치를 지녔다. 이것이 벨리즈 달러의 시초가 되었으며 1885년에 이르러서 1센트짜리 동전이 발행되었다. 10여 년 이후인 1894년에는 더 높은 가치의 화폐가 출현하였으며 정부 은행권이 최초로 발행되었다. 이때 과테말라 페소에서 미국 달러로 비교 기준화를 변경한다.

## 동전
1885년에 청동화 1 센트가 발행되었으며 이후에 은화 5, 10, 25, 50 센트가 1894년에 잇따라 통용되게 되었다. 1907년에는 구리 니켈 합금화가 은화 5센트의 재료로 대체된다. 이후 다시 1942년에는 황동-니켈로 다시 바뀐다. 1952년에는 25센트 주화도 구리-니켈 합금으로 대체되었으며 50센트와 10센트짜리 동전도 각각 1952년과 1956년에 같은 형태로 바뀌었다. 1954년 동전 크기가 줄어들게 되면서 1 센트 동전은 가리비 모양의 형태로 바뀌었으며 1976년에 이르러서 알루미늄으로 된 1 센트와 5센트짜리 동전이 새롭게 도입되었다. 니켈 황동화인 10 각형의 1 달러 동전은 1990년에 생겼다.

## 지폐
1894년에 정부 자체적으로 1, 2, 5, 10, 50, 100 달러 지폐를 발행했다. 50달러와 100 달러 지폐는 1928년 이후로 발급을 중단하였다. 20 달러 지폐가 1952년에 새로 도입되었고 1980년에 벨리즈 국영 중앙 은행에서 100 달러를 다시 발행하기 시작했다. 1983년에는 벨리즈 국영 중앙은행으로 지폐 발행 관련 업무가 모두 이관되었다. 10년 뒤인 1990년에 이르러서야 50 달러 지폐가 다시 생산되기 시작하였고 같은해 1 달러 지폐는 동전으로 대체되었다.

## 같이 보기
- 달러